# Пасив
В счетоводната теория и практика и общата рамка на МСФО, НСФОМСП се дава следното определение за пасив: „Съществуващо задължение на предприятието, което произтича от минали събития и чието уреждане се очаква да доведе до изтичане на ресурси, които са носители на икономическа изгода“.
За нуждите на предприятията пасивите се делят на дългосрочни (нетекущи) — със срок на погасяване над 1 година, и краткосрочни (текущи) – със срок на погасяване до 1 година. Когато се говори за срок на погасяване, се има предвид една година от датата, към която е съставен баланс. Например, при изготвянето на годишни финансови отчети (към 31 декември) за текущи (със срок на погасяване) се считат онези пасиви, които ще бъдат погасени до следващия 31 декември.

## Класификация на пасивите
| Текущи (краткосрочни) пасиви | Нетекущи (дългосрочни) пасиви                                                              |
| --- | ------------------------------------------------------------------------------------------ |
| Задължения към персонала (за работни заплати), задължения за осигуровки и данъци, задължения към доставчици, краткосрочни заеми; краткосрочната част на лизинговите договори. | Дългосрочни заеми (със срок на погасяване над 1 година), задължения по лизингови договори. |

## Признаване и оценяване на пасивите
Признаването е процесът на включването им в предмета на счетоводството и създаване на счетоводна информация за тях. На практика това се изразява чрез включването и показването им в счетоводния баланс. Пасивите се признават, ако са изпълнени следните условия:
- съществува вероятност, че ще възникне изходящ поток от ресурси, съдържащи икономически изгоди, с цел уреждане на съществуващо задължение и
- стойността, по която ще се погаси задължението, може да бъде оценена надеждно.[2]